# Franklin (månkrater)
För andra betydelser, se Franklin.
Franklin är en nedslagskrater på månen. Franklin har fått sitt namn efter den amerikanske författare, vetenskapsman, filosof och politiker, Benjamin Franklin.

## Satellitkratrar
| Franklin | Latitud | Longitud | Diameter |
| -------- | ------- | -------- | -------- |
| C        | 35.7° N | 44.3° Ö  | 15 km    |
| F        | 37.5° N | 47.7° Ö  | 38 km    |
| G        | 40.1° N | 48.1° Ö  | 7 km     |
| H        | 37.1° N | 43.7° Ö  | 6 km     |
| K        | 39.1° N | 51.4° Ö  | 20 km    |
| W        | 37.8° N | 43.7° Ö  | 6 km     |